# La loi de Murphy
La loi de Murphy (Nederlands: de wet van Murphy) is de debuutsingle van de Belgische zangeres Angèle. De single werd in 2019 met platina bekroond in België en met goud in Frankrijk, en staat ook op haar met platina bekroonde album Brol. In Wallonië kon de zangeres de top 5 halen met haar single, in Vlaanderen stond ze een tiental weken in de Ultratop 50. Het nummer is deels in het Frans gezongen, maar het refrein in het Engels. 

## Videoclip
De videoclip werd uitgebracht op 23 oktober 2017, op het YouTube kanaal van de zangeres. De clip werd geregisseerd door Charlotte Abramow. De clip is inmiddels al bijna 37 miljoen keer bekeken, en kreeg een nominatie voor een MIA en een Red Bull Elektropedia Award voor beste videoclip.

## Hitnoteringen

### VlaamseUltratop 50
| Hitnotering: 25-11-2017 t/m 10-02-2018 | Hitnotering: 25-11-2017 t/m 10-02-2018 | Hitnotering: 25-11-2017 t/m 10-02-2018 | Hitnotering: 25-11-2017 t/m 10-02-2018 | Hitnotering: 25-11-2017 t/m 10-02-2018 | Hitnotering: 25-11-2017 t/m 10-02-2018 | Hitnotering: 25-11-2017 t/m 10-02-2018 | Hitnotering: 25-11-2017 t/m 10-02-2018 | Hitnotering: 25-11-2017 t/m 10-02-2018 | Hitnotering: 25-11-2017 t/m 10-02-2018 | Hitnotering: 25-11-2017 t/m 10-02-2018 | Hitnotering: 25-11-2017 t/m 10-02-2018 | Hitnotering: 25-11-2017 t/m 10-02-2018 | Hitnotering: 25-11-2017 t/m 10-02-2018 |
| Week:                                  | 1                                      | 2                                      | 3                                      | 4                                      | 5                                      | 6                                      | 7                                      | 8                                      | 9                                      | 10                                     | 11                                     | 12                                     | 13                                     |
| -------------------------------------- | -------------------------------------- | -------------------------------------- | -------------------------------------- | -------------------------------------- | -------------------------------------- | -------------------------------------- | -------------------------------------- | -------------------------------------- | -------------------------------------- | -------------------------------------- | -------------------------------------- | -------------------------------------- | -------------------------------------- |
| Positie:                               | 49                                     | 49                                     | uit                                    | 47                                     | 30                                     | 23                                     | 22                                     | 34                                     | 30                                     | 28                                     | 44                                     | 43                                     | uit                                    |